# Preusselater
Preusselater là một chi bọ cánh cứng trong họ 
Elateridae.
Chi này được miêu tả khoa học năm 1999 bởi Schimmel.

## Các loài
Các loài trong chi này gồm:
- Preusselater asperulatus (Candèze, 1900)
- Preusselater proximus Schimmel, 1999